# Cyperus miliifolius
Cyperus miliifolius là loài thực vật có hoa trong họ Cói. Loài này được Poepp. & Kunth mô tả khoa học đầu tiên năm 1837.